# Indianbloss
Indianbloss (Cuphea viscosissima) är en fackelblomsväxtart som beskrevs av Nikolaus Joseph von Jacquin. Enligt Catalogue of Life ingår Indianbloss i släktet blossblommor och familjen fackelblomsväxter, men enligt Dyntaxa är tillhörigheten istället släktet blossblommor och familjen fackelblomsväxter. Arten förekommer tillfälligt i Sverige, men reproducerar sig inte. Inga underarter finns listade i Catalogue of Life.

## Bildgalleri

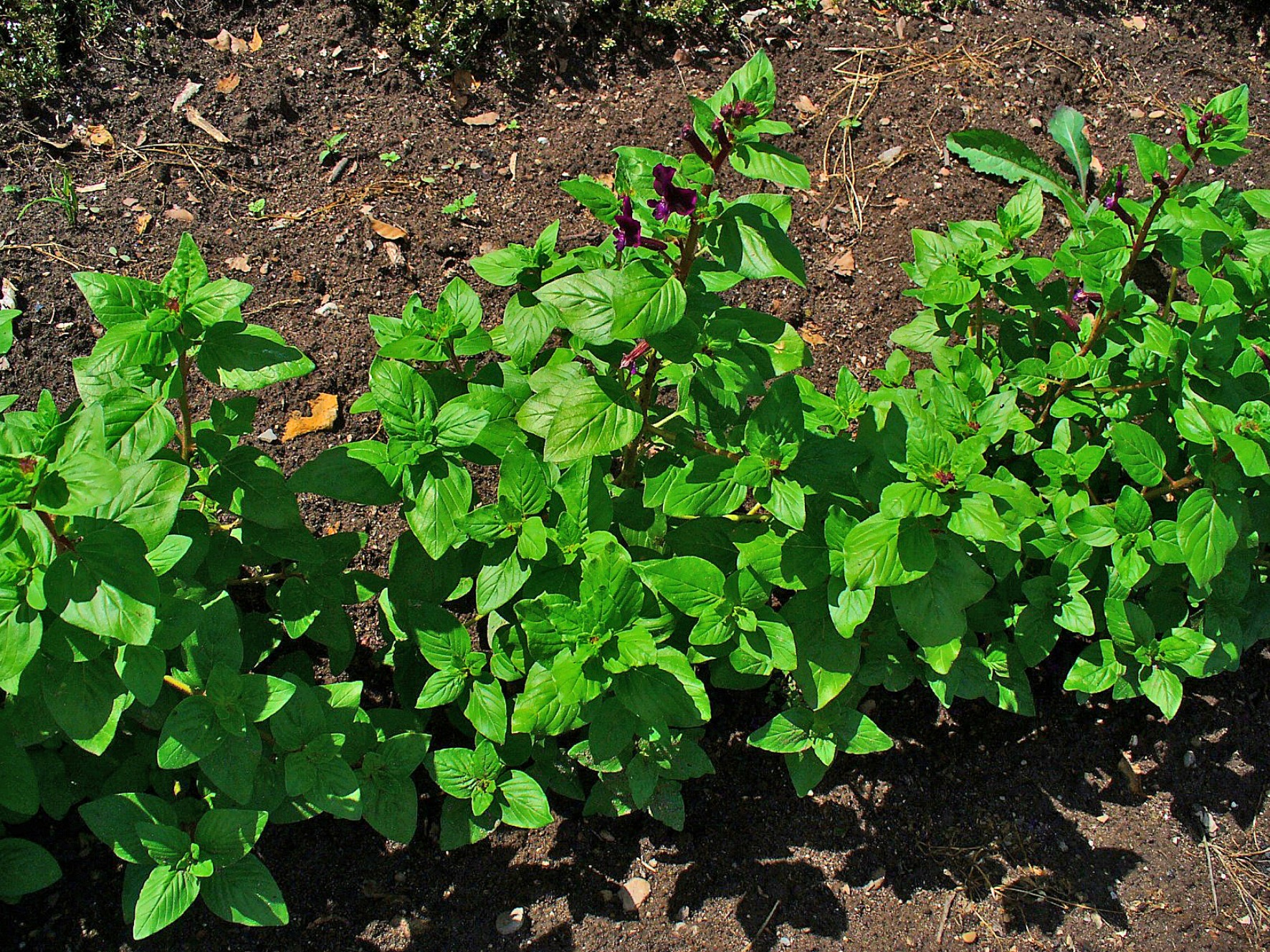
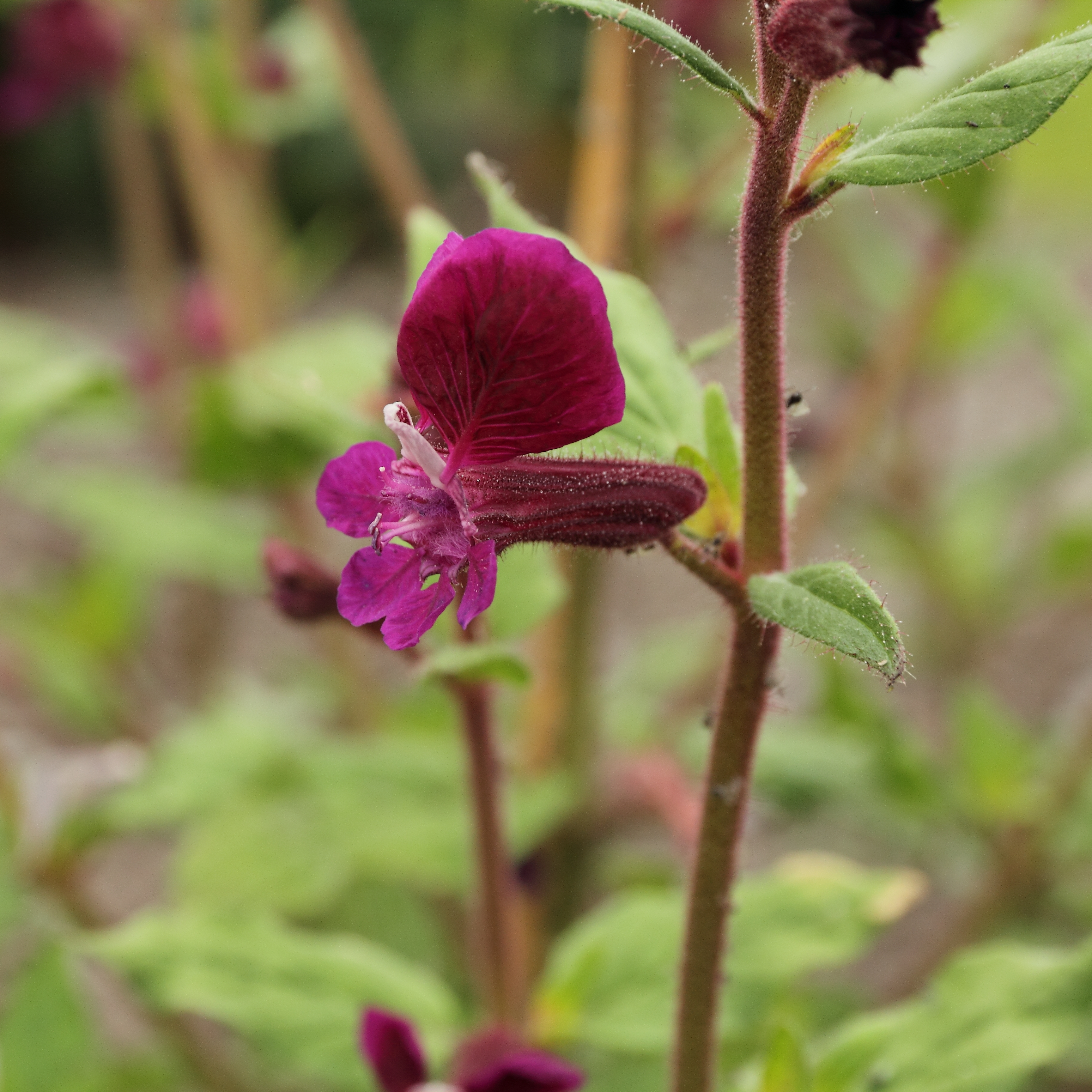
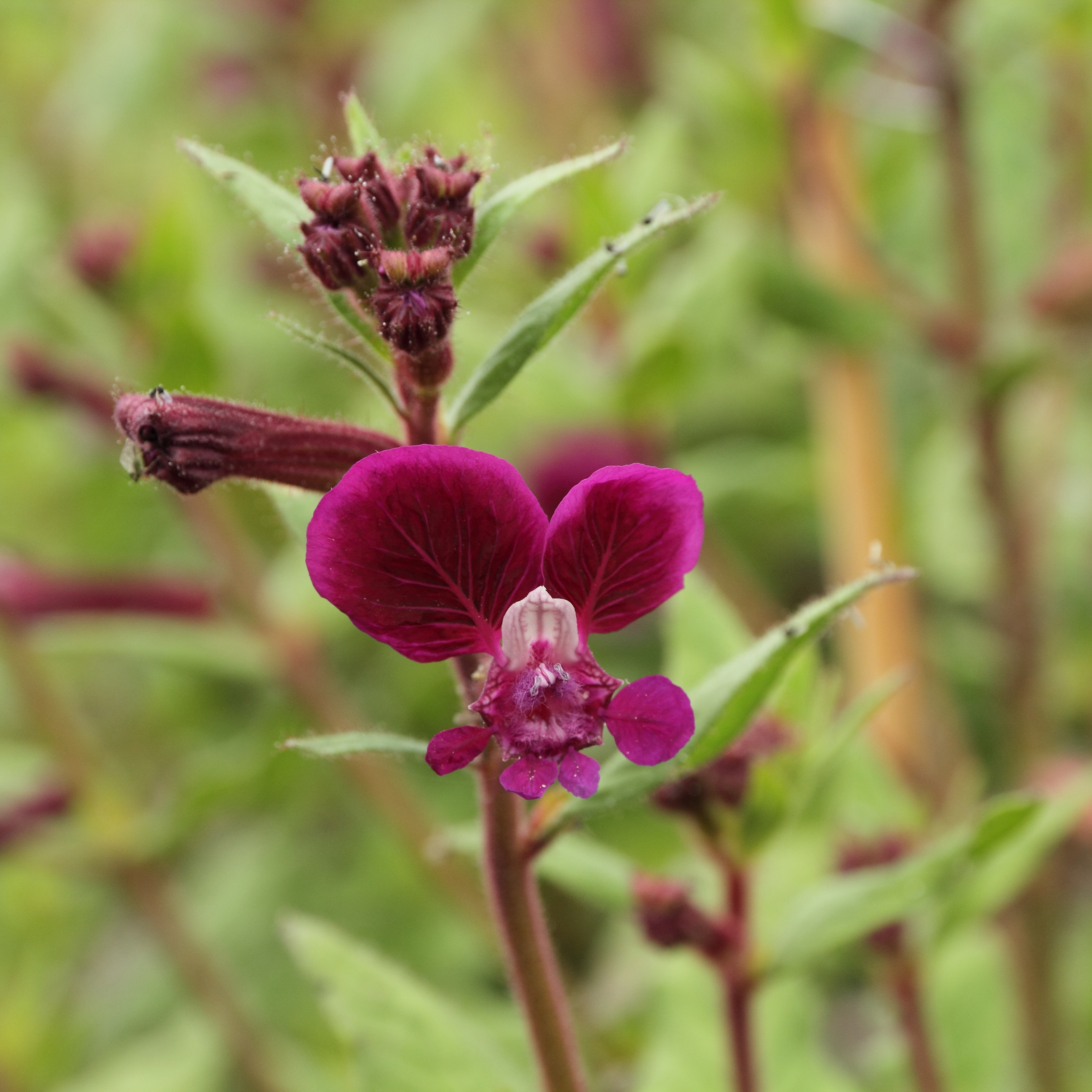
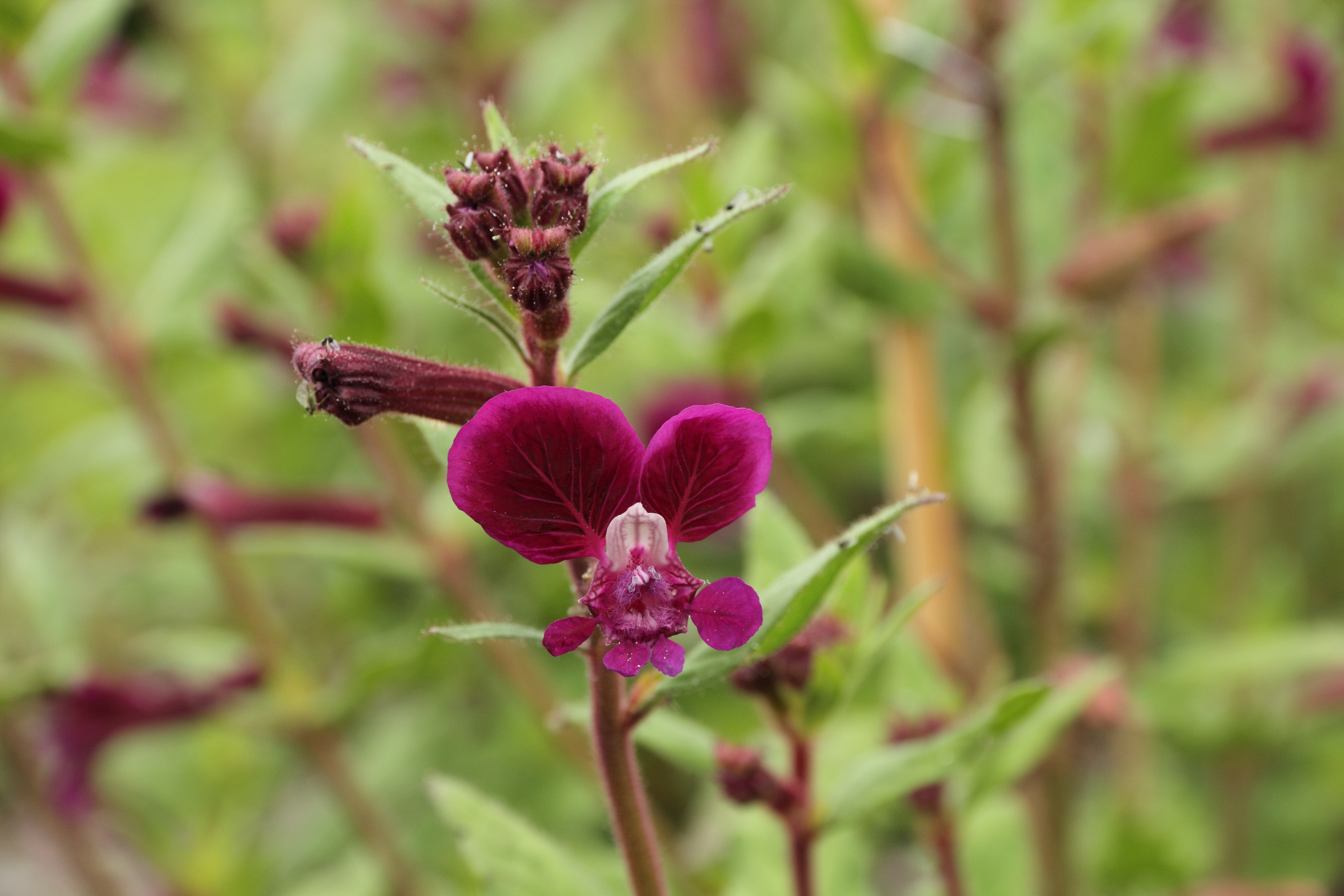